# Pal Benko
Pal Benko (tiếng Hungary: Benkő Pál; 15 tháng 7 năm 1928 – 26 tháng 8 năm 2019) là một kỳ thủ cờ vua, người Mỹ gốc Hungary, nhà sáng tác các nghiên cứu tàn cuộc và cờ thế cờ vua.

## Tuổi thơ
Benko sinh ngày 15 tháng 7 năm 1928 tại Amiens, Pháp, nơi cha mẹ người Hungary của anh đang đi nghỉ mát. Ông lớn lên ở Hungary. Benko đã học chơi cờ vua năm tám tuổi từ cha mình, nhưng không thi đấu trong các giải đấu cho đến năm 17 tuổi, do Thế chiến II. Trong chiến tranh, Belko đào mương cho quân đội Hungary trước khi bị quân đội Liên Xô bắt giữ, điều này buộc ông phải làm công nhân lao động. Cuối cùng Belko đã trốn về nhà, và phát hiện ra rằng anh trai và cha của mình đã bị đưa đến Nga với tư cách là công nhân lao động, và mẹ ông đã chết khi chiến tranh gần kết thúc.
Benko đã tiến bộ nhanh chóng khi anh bắt đầu chơi cờ trong giải đấu, và trở thành nhà vô địch Hungary ở tuổi 20. Ông đủ điều kiện tham gia giải đấu Interzonal năm 1952, nhưng không thể thi đấu khi bị đưa đến một trại tập trung vào tháng 3 năm 1952 vì đã cố gắng đào tẩu đến đại sứ quán Mỹ ở Tây Berlin trong một giải đấu cờ vua ở Đông Berlin. Ông suýt chết đói và thấy những người khác xung quanh mình chết. Belko bị giam cầm 16 tháng, được thả sau khi Stalin qua đời. Ông di cư đến Hoa Kỳ vào năm 1958 sau khi đào tẩu sau Giải vô địch Đội sinh viên thế giới ở Wilmingtonavík, Iceland, vào năm 1957. FIDE trao cho ông danh hiệu Đại kiện tướng năm 1958. Trước đây ông đã được trao danh hiệu Kiện tướng quốc tế vào năm 1950.

## Ứng cử viên vô địch thế giới
Thành tích cao nhất của Benko là vòng loại và thi đấu trong Giải đấu Ứng cử viên để quyết định người thách đấu cho Giải vô địch thế giới, trong các chu kỳ 1959 và 1962. Cả hai giải đấu đều có tám kỳ thủ hàng đầu thế giới. Ông đã đứng thứ tám vào năm 1959 và thứ sáu vào năm 1962. Benko đủ điều kiện cho giải đấu Interzonal 1970, các kỳ thủ đứng đầu trong giải này sẽ tham gia Giải đấu các ứng cử viên. Tuy nhiên, ông đã từ bỏ vị trí của mình ở Interzonal để nhường cho Bobby Fischer, người sau đó đi tiếp và thắng giải vô địch thế giới năm 1972.

## Sách
- The Benko Gambit. 1974. RHM Press. ISBN 0-713-42912-7
- Winning with Chess Psychology by Pal Benko and Burt Hochberg. 1991. Random House Puzzles & Games ISBN 0-8129-1866-5
- Basic Chess Endings by Reuben Fine, revised by Pal Benko. 2003. Random House Puzzles & Games ISBN 0-8129-3493-8
- Pal Benko: My Life, Games and Compositions by Pal Benko, Jeremy Silman, and John L. Watson. 2004. Siles Press. ISBN 1-890085-08-1
- Pal Benko's Endgame Laboratory. 2007. Ishi Press. ISBN 978-0-923891-88-6

## Các ván đấu đáng chú ý
- Pal Benko vs. Viacheslav Ragozin, Budapest 1949, Budapest Gambit (A52), 1–0
- Laszlo Szabo vs. Pal Benko, Hungarian Championship 1951, Sicilian Defence, Sozin–Fischer Variation (B88), 0–1
- Pal Benko vs. Robert Fischer, Portoroz Interzonal 1958, King's Indian Defence, Saemisch Variation (E80), 1–0 Về sau chàng thanh niên Fischer vẫn được chọn, nhưng cậu thua ở ván này.
- Pal Benko vs. Fridrik Olafsson, Yugoslavia Candidates' tournament 1959, Sicilian Defence, Najdorf Variation (B99), 1–0
- Pal Benko vs. Robert Fischer, Buenos Aires 1960, King's Indian Defence, Fianchetto Variation (E62), 1–0
- Pal Benko vs. Samuel Reshevsky, New York match 1960, Grunfeld Defence (D76), 1–0 Benko thua trận đấu chung cuộc, nhưng ông thắng ván này.
- Pal Benko vs. Robert Fischer, Curacao Candidates' tournament 1962, Benko's Opening (A00), 1–0 Benko giới thiệu một khai cuộc nguyên bản (1.g3) và đánh bại Bobby Fischer.
- Pal Benko vs. Mikhail Tal, Curacao Candidates' tournament 1962, Benko's Opening (A00), 1–0
- Pal Benko vs. Paul Keres, Curacao Candidates' tournament 1962, King's Indian Attack, Keres Variation (A07), 1–0 Đây là trận thua của Keres sau khi thắng Benko vào ba kỳ trước của giải này. Kết quả này khiến Keres không thể tham dự giải Vô địch Cờ vua Thế giới.
- Milan Vukic vs. Pal Benko, Sarajevo 1967, Benko Gambit (A58), 0–1 Lần đầu tiên Benko sử dụng gambit Benko.[8]
- Igor Zaitsev vs. Pal Benko, Solnak 1974, Benko Gambit (A57), 0–1
- Pal Benko vs. Yasser Seirawan, Lone Pine 1978, English Opening, Symmetrical Variation (A34), 1–0

## Liên kết ngoài
- Các ván đấu của Pal Benko lưu trên ChessGames.com
- Pal C Benko games at 365Chess.com
- Pal Benko download 765 Benko games in PGN format
- "Best Chess Bio Yet?" by Taylor Kingston; review of Benko biography, containing additional info on Benko
- Pal Benko U.S. Chess Hall of Fame
- "Pal Benko (1928–2019)" by Edward Winter